# Juan Silva
Juan Silva, född 24 juni 1930, död 2007, var en friidrottare från Chile. Han deltog vid olympiska sommarspelen 1956 och olympiska sommarspelen 1960.